# أوريليو مينينديث
أوريليو مينينديث (بالإسبانية: Aurelio Menéndez Menéndez)‏ هو بروفيسور وسياسي إسباني، ولد في 1 مايو 1927 في خيخون في إسبانيا، وتوفي في 3 يناير 2018 في مدريد في إسبانيا. حزبياً، نشط في اتحاد الوسط الديمقراطي. وقد انتخب عميد (1970 – ) وانتخب أستاذ متفرغ وانتخب وزير التعليم (5 يوليو 1976 – 4 يوليو 1977).